# Барыковский переулок
Бары́ковский переу́лок (до 1922 года — Дурно́в переу́лок, Дурно́вский переу́лок, Луки́н переу́лок) — улица в центре Москвы в Хамовниках между Остоженкой и Пречистенкой.

## Происхождение названия
Получил название 7 июня 1922 года по находившейся здесь Барыковской богадельне, основанной в середине XIX века статским советником И. И. Барыковым. Первоначально назывался Лукин переулок, видимо, по фамилии домовладельца, затем Дурнов (Дурновский) переулок — по фамилии домовладельца конца XVIII века Дурново.

## Описание
Барыковский переулок соединяет Остоженку и Пречистенку. Начинается от Остоженки и проходит на северо-запад параллельно Лопухинскому переулку до Пречистенки.

## Здания и сооружения
По нечётной стороне:
- № 5 — доходный дом (1912, архитектор Н. И. Жерихов);
- № 7 — доходный дом (1903, архитектор М. А. Петров);
- № 9/17 — доходный дом (1874, архитектор А. Л. Обер), в основе — палаты XVIII века;
- № 13 — доходный дом (1913, архитектор С. Д. Езерский)[2].

По чётной стороне:
- № 4, стр.2  7732963000 — особняк Дурново XVIII века, позднее владение бывшей Барыковской во имя Спаса Нерукотворного женской богадельни.
- № 4, стр.3 — служебная постройка (баня) бывшей Барыковской во имя Спаса Нерукотворного женской богадельни, начало XX века. Была снесена в 2015 году[3];
- № 6 — доходный дом Гольцевой, 1905 г., архитектор Л. В. Стеженский[2].